# Villa Ojo de Agua
Villa Ojo de Agua är en kommunhuvudort i Argentina.   Den ligger i provinsen Santiago del Estero, i den centrala delen av landet, 800 km nordväst om huvudstaden Buenos Aires. Villa Ojo de Agua ligger 531 meter över havet och antalet invånare är 5 832.
Terrängen runt Villa Ojo de Agua är huvudsakligen platt, men österut är den kuperad. Terrängen runt Villa Ojo de Agua sluttar österut. Runt Villa Ojo de Agua är det mycket glesbefolkat, med 3 invånare per kvadratkilometer.. Det finns inga andra samhällen i närheten.
Omgivningarna runt Villa Ojo de Agua är en mosaik av jordbruksmark och naturlig växtlighet.